# 奥马尔·亚西卡
奥马尔·亚西卡（Omar Jasika，1997年3月15日—）出生于墨尔本，是一位澳洲職業網球男運動員。他的父母原本来自波斯尼亚和黑塞哥维那，后来当地发生战争，两人在他出生前移居至澳大利亚。

## 外部連結
- 奥马尔·亚西卡（英文/西班牙文）的官方資料
- 奥马尔·亚西卡的官方资料